# 高木徳郎
高木徳郎（たかぎ とくろう、1970年-　）は、日本の歴史学者、早稲田大学教授。専攻は日本中世史・荘園村落史・環境史。

## 来歴
東京都生まれ。1993年早稲田大学教育学部社会科地理歴史専修卒、2001年同大学院文学研究科博士課程単位取得退学。1999年早稲田大学第一文学部助手、2001年和歌山県立博物館学芸員、2008年「日本中世地域環境史の研究」で早大文学博士。2010年早稲田大学教育・総合科学学術院教授。

## 著書
- 『日本中世地域環境史の研究』校倉書房 歴史科学叢書 2008
- 『熊野古道を歩く 歴史の旅』吉川弘文館 2014  ISBN　978-4-642-08102-3
- 『荘園研究の論点と展望-中世史を学ぶ人のために』鎌倉佐保・木村茂光共編著　2022　ISBN　9784642029780

## 参考
- [ISBN　978-4-642-08102-3]